# Радолицы
Ра́долицы — деревня в Плюсском районе Псковской области России. Входит в состав Лядской волости.
Расположена в 20 км к северу от волостного центра Ляды и в 55 км к северо-западу от райцентра Плюсса. Находится на северном берегу озера Глубокого (Радолицкого), на юго-западной окраине деревни расположено озеро Сивчиха (Сивиха), на юго-восточной — Межницкое, через озёра протекает река Яня.
В деревне находится деревянная часовня во имя Георгия Победоносца, построена в конце XIX в., отремонтирована в 2009 г.

## Население
Численность населения деревни на 2000 год составляла 17 человек, по переписи 2002 года — 21 человек.

## История
До 1 января 2006 года деревня входила в состав ныне упразднённой Заянской волости.

## Известные жители
- Ломоносов, Василий Георгиевич (1896—1939) — майор госбезопасности, нарком внутренних дел Дагестанской АССР.